# Takumi Hama
Takumi Hama (濱 託巳 Hama Takumi?, nacido el 11 de septiembre de 1996 en Shizuoka) es un futbolista japonés que juega como centrocampista.
En 2019, Hama se unió al Azul Claro Numazu de la J3 League.

## Trayectoria

### Clubes
| Club              | País  | Año    |
| ----------------- | ----- | ------ |
| Azul Claro Numazu | Japón | 2019 - |

## Estadística de carrera

### J. League
| Club              | Año   | J. League | J. League | Copa J. League | Copa J. League | Total | Total |
| Club              | Año   | Part.     | Goles     | Part.          | Goles          | Part. | Goles |
| ----------------- | ----- | --------- | --------- | -------------- | -------------- | ----- | ----- |
| Azul Claro Numazu | 2019  | 13        | 2         | -              | -              | 13    | 2     |
| Total             | Total | 13        | 2         | 0              | 0              | 13    | 2     |